# Vörs, Somogy
Vörs  este un sat în districtul Marcal, județul Somogy, Ungaria, având o populație de 440 de locuitori (2011). 

## Demografie
Componența etnică a satului Vörs
     Maghiari (90,86%)
     Germani (7,05%)
     Romi (2,09%)
Componența confesională a satului Vörs
     Romano-catolici (56,82%)
     Fără religie (6,82%)
     Reformați (1,14%)
     Necunoscută (35,23%)
Conform recensământului din 2011, satul Vörs avea 440 de locuitori. Din punct de vedere etnic, majoritatea locuitorilor (90,86%) erau maghiari, existând și minorități de germani (7,05%) și romi (2,09%).  Din punct de vedere confesional, majoritatea locuitorilor (56,82%) erau romano-catolici, existând și minorități de persoane fără religie (6,82%) și reformați (1,14%). Pentru 35,23% din locuitori nu este cunoscută apartenența confesională.